# Liste von Sakralbauten in der Verbandsgemeinde Brohltal

Gemeinden in der Verbandsgemeinde Brohltal

Die Liste von Sakralbauten in der Verbandsgemeinde Brohltal gibt einen Überblick über die Kirchen, Klöster und sonstigen Sakralbauten in der Verbandsgemeinde Brohltal, Landkreis Ahrweiler.

## Burgbrohl
- Katholische Pfarrkirche St. Johannes der Täufer und Dekulationis
- Evangelische Apostelkirche,
- Propstei Buchholz, Ortsteil Buchholz
- Katholische Pfarrkirche St. Martin,  Ortsteil Lützingen
- Katholische Kirche St. Vitus, Ortsteil Weiler

## Übrige Gemeinden

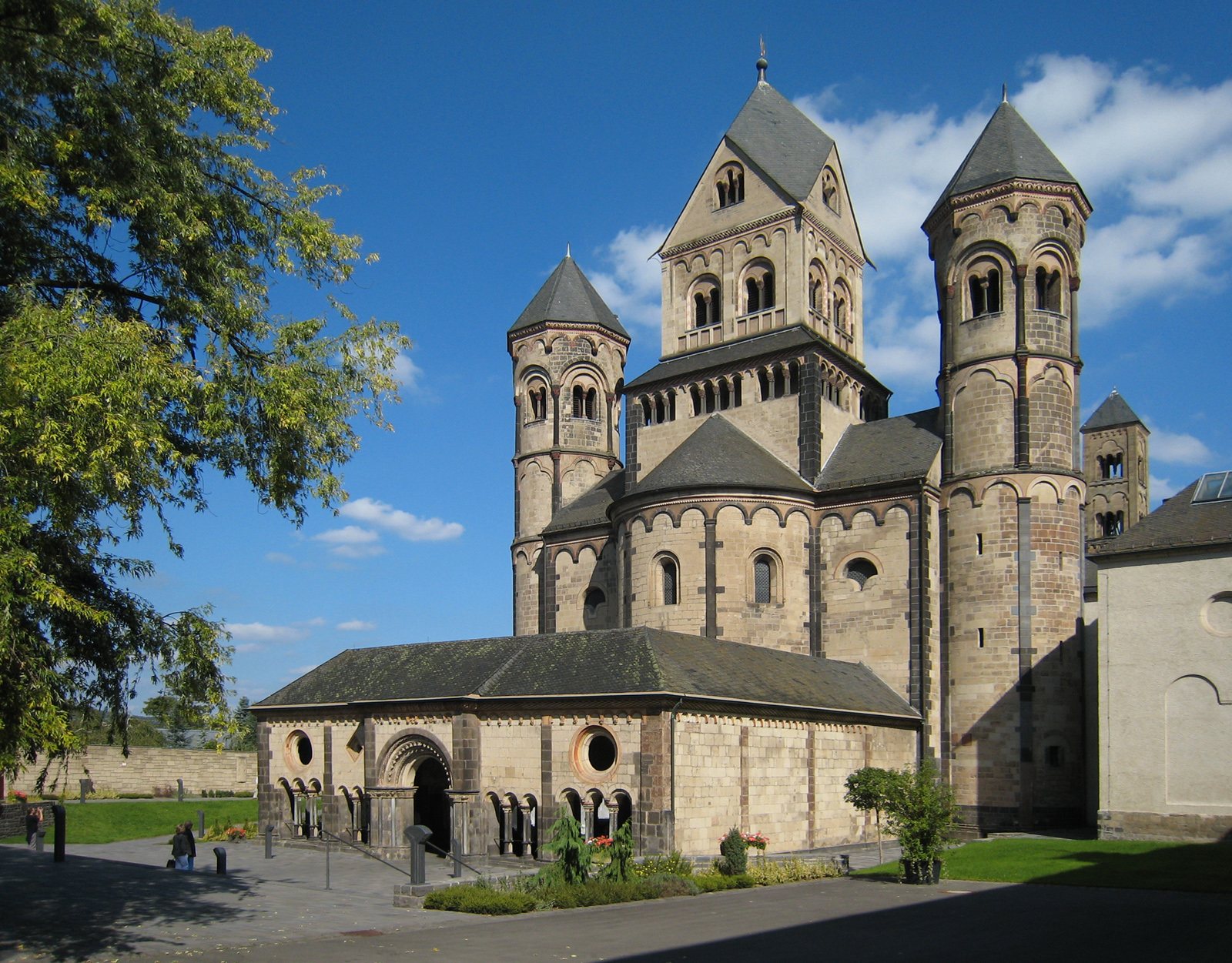
Klosterkirche Maria Laach

- Katholische Kirche St. Brictius, Glees
- Abtei Maria Laach, Glees
- St. Stephanus (Gönnersdorf bei Bad Breisig), Gönnersdorf
- Katholische Kreuzkapelle, Kempenich
- Katholische Pfarrkirche St. Philippus und Jakobus, Kempenich
- Bernharduskapelle, Kempenich
- Kapelle der Vierzehn Nothelfer, Kempenich, Ortsteil Engeln
- Katholische Pfarrkirche St. Nikolaus, Königsfeld
- Maternus-Kapelle, Königsfeld
- Katholische Kapelle St. Thekla, Niederdürenbach
- Katholische Kapelle St. Wendelin, Niederdürenbach, Ortsteil Hain
- Katholische Pfarrkirche St. Germanus, Niederzissen
- Katholische Kapelle Maria Himmelfahrt, Niederzissen, Ortsteil Rodder
- Katholische Kapelle St. Cornelius und Cyprianus, Oberdürenbach
- Katholische Kapelle Mariä Geburt, Oberdürenbach, Ortsteil Schelborn
- Katholische Pfarrkirche St. Antonius Eremit, Oberzissen
- Katholische Kapelle St. Johannes der Täufer, Schalkenbach
- Katholische Kapelle Maria Königin des Friedens, Schalkenbach, Ortsteil Untervinxt
- Katholische Pfarrkirche St. Remigius, Wassenach
- St. Potentius und Matinus, Wehr
- Alte Kirche St. Barbara, Weibern
- Katholische Pfarrkirche St. Barbara, Weibern
- Katholische Kapelle St. Petrus, Paulus und Matthias, Weibern, Ortsteil Wabern

- Karte mit allen verlinkten Seiten:
- OSM |
- WikiMap